# J. M. 배리
제1대 아델피테라스 준남작 제임스 매슈 배리 경(Sir James Matthew Barrie, 1st Baronet of Adelphi Terrace, OM, 문화어: 쥄즈 매슈 배리, 1860년 5월 9일 ~ 1937년 6월 19일)은 J. M. 배리로 더 잘 알려져 있는 스코틀랜드의 소설가이다.
에든버러 대학교 졸업 후 신문 기자가 되자 문필 생활에 뜻을 두고 런던으로 진출하였다. 고향에서 전래하는 설화를 기반으로 《드럼즈의 창》등의 소설을 써서 이름을 날렸다. 사실주의에 반대하여 희곡 《장하다, 크라이튼》을 발표하여 이름을 떨쳤다. 그는 도시인 취향의 희곡을 자주 썼지만 환상적인 경향도 내포하고 있어, 영원한 동심을 그린 《피터와 웬디》를 비롯하여, 《친애하는 브루투스》 등에서 그러한 특징을 잘 표현하고 있다. 그의 환상적인 작품은 상징극에 큰 영향을 미쳤으며, 따뜻한 마음씨로 그려낸 평범한 사람들의 인생 축도는 그로 하여금 오래도록 극계의 인기 작가가 되게 하였다.

## 서훈
- 1913년 준남작 서임[1]
- 1922년 메리트 훈장(Order of Merit, OM)[2]

## 참고 문헌

### 참고 자료
- 이 문서에는 다음커뮤니케이션(현 카카오)에서 GFDL 또는 CC-SA 라이선스로 배포한 글로벌 세계대백과사전의 내용을 기초로 작성된 글이 포함되어 있습니다.